# Hornig Károly
Báró Hornig Károly (Buda vagy Pest, 1840. augusztus 10. – Veszprém, 1917. február 9.) veszprémi püspök, bíboros.

## Pályafutása
Sziléziai eredetű családból származott; apja Hornig Antal mérnök volt. Az elemi iskolát Lajtafaluban végezte, mivel apja éppen ott építette a vasutat. A gimnázium alsó négy osztályát a bécsi piaristáknál, a következő két osztályt a budai királyi katolikus gimnáziumban, az utolsó két osztályt az esztergomi főegyházmegye kispapjaként Nagyszombatban, az érseki gimnáziumban járta. 1858-ban érettségizett. Ezt követően a Központi Papnevelő Intézet növendéke volt; 1862. december 14-én szentelték pappá. Az Augustineumban tanult tovább.
1866-ban a budapesti központi papnevelő intézet tanulmányi felügyelője (prefektusa) lett. 1869-ben teológiai doktori címet szerzett. 1870-ben a biblikum nyilvános rendes tanára lett a budapesti egyetem hittudományi karán, melynek 1874–1875-ben és 1877–1878-ban dékánja volt.
1874-ben pápai titkos kamarás, 1878-tól esztergomi kanonok és hercegprímási irodaigazgató. 1882-től kultuszminiszteri tanácsos.
Részt vett az Első vatikáni zsinaton Simor János hercegprímás mellett.

### Püspöki pályafutása
1888. április 17-én veszprémi püspökké nevezték ki. Szeptember 8-án szentelte püspökké Simor János esztergomi érsek, Zalka János győri és Hidasy Kornél szombathelyi püspök segédletével. 1912-ben X. Piusz pápa bíborossá kreálta, a veszprémi püspökök közül elsőként; címtemploma a falakon kívüli Szent Ágnes-bazilika (Sant' Agnese fuori le mura) volt.
Huszonöt éves püspökségét fejedelmi adományokkal és kiváló intézményekkel örökítette meg. Templomokat és iskolákat építtetett, felújíttatta a székesegyházat. Írók és művészek kiképzésére sokat áldozott. Az 1896-ban összehívott első országos katolikus tanítói kongresszus elnöke, majd a kongresszus nyomán 1899-ben létrejött Katolikus Tanügyi Tanács védnöke. 1912-től a Magyar Tudományos Akadémia igazgatósági tagja, 1915-ben a Szent István Akadémia I. osztályának alapító tagja.
Mint veszprémi püspök, 1916. december 30-án ő koronázta meg az utolsó magyar királynét, Zitát.

## Művei
Irodalmi munkásságot is kifejtett: szerkesztette a Religiót (1873–78), az Irodalmi Értesítőt (1876). Önállóan megjelent több egyházi beszéde. Kiadatta a római magyar történeti intézet által a Monumenta Romana episcopatus Vesprimiensis című nagy művet (szerkesztette dr. Lukcsics József, 4 kötetben jelent meg, Budapest 1897–1907). Közzétette Padányi Biró Márton veszprémi püspök Naplóját (Veszprém, 1903).